# Marder (IFV)
O Marder é um veículo de combate de infantaria do exército da Alemanha Ocidental, é o armamento principal da Panzergrenadier (denominação para a infantaria mecanizada na Alemanha, Suíça e Áustria). Desenvolvido nos anos 1970 o Marder é um veículo da Guerra Fria, que ainda está em operação na Bundeswehr após a Reunificação Alemã.
A partir de 2010 será substituído pelo Puma. 410 unidades foram aprovados pelo Bundestag em 2007.